# Lápis de cor

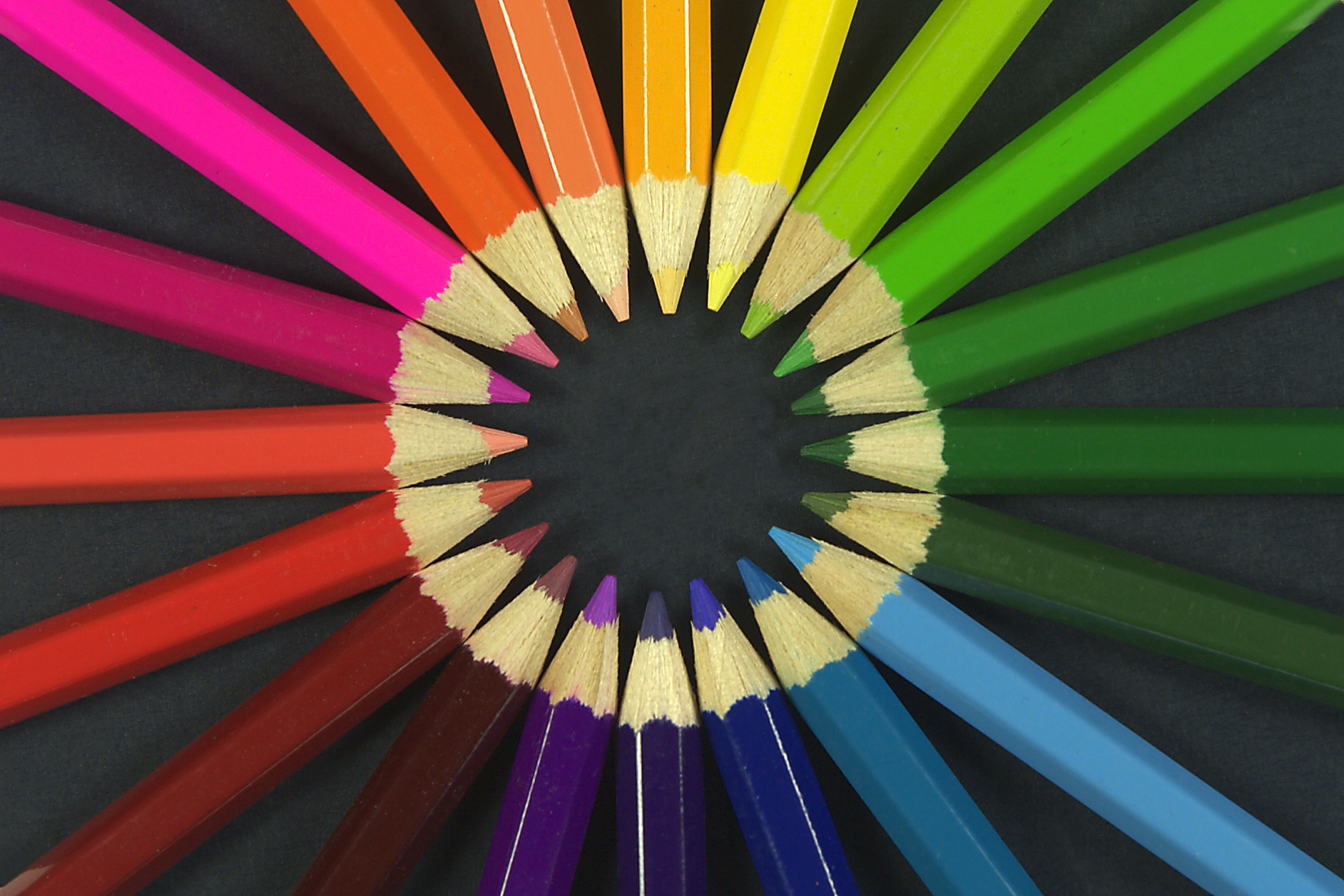
Lápis de cores.

Lápis de cor é uma variedade de lápis utilizada para pintura e afins, principalmente no ambiente escolar. Normalmente são comercializados em embalagens contendo 6,8, 12,18, 24, 36, 48 ou 120 unidades de cores diferentes. Contudo, ao invés de conter uma mina de grafite em seu interior, os lápis de cor são preenchidos com minas de barro, goma, cera e pigmentos coloridos.

## Utilização

### Para crianças
Os lápis de cor são tradicionalmente associados às actividades criativas de lazer e escolares das crianças devido ao seu lado sem borrões e à facilidade de manuseamento. Neste domínio, rivalizam com as canetas de feltro. Devido ao seu fabrico (utilização de corantes à base de metais pesados, como o crómio ou o cádmio, madeira lacada), os lápis podem conter substâncias tóxicas para as crianças. Sugerem-se algumas alternativas não tóxicas. 1 Com os lápis de cor, as crianças podem colorir os livros de colorir. Até à década de 1930, os livros eram concebidos com a intenção de serem pintados em vez de coloridos.

### No gráfico
Os lápis de cor são utilizados por artistas profissionais em vários domínios: desenho, ilustração, banda desenhada, desenho técnico, publicidade, animação. Os lápis de cor podem apresentar um elevado nível de qualidade em termos de pigmentos, aglutinantes, base de madeira e seleção de cores.
Os lápis de cor são vendidos individualmente, em caixas com uma gama pré-determinada ou em caixas com um número variável de cores, que pode ir de quatro a várias centenas de cores. 
As técnicas tradicionais de desenho a lápis de cor utilizam papel mais ou menos granulado, consoante o efeito pretendido. A coloração é feita com uma hachura ligeira e consistente em grande plano, hachura que pode depois ser cruzada e possivelmente sobreposta com outras cores para obter uma variedade de tonalidades. 

### Lápis azul inativo
Um tipo especial de lápis de cor é um lápis azul inativo com a forma de um lápis clássico ou de uma mina para mina, com apenas uma cor, o azul claro, cuja particularidade é ser indetetável na reprodução de traços com película fotográfica de alto contraste (película litográfica), ou que podem ser facilmente removidas por ajustamento durante a digitalização. O lápis azul inativo é utilizado em design gráfico, banda desenhada, manga, animação, para documentos a preto e branco.